# 962 (číslo)
Devět set šedesát dva je přirozené číslo. Římskými číslicemi se zapisuje CMLXII a řeckými číslicemi ϡξβ´. Následuje po čísle devět set šedesát jedna a předchází číslu devět set šedesát tři.

## Matematika
962 je:
- Deficientní číslo
- Složené číslo
- Nešťastné číslo

## Astronomie
- (962) Aslög je planetka hlavního pásu, kterou objevil v roce 1921 Karl Wilhelm Reinmuth
- NGC 962 je eliptická galaxie v souhvězdí Berana

## Ostatní
- +962 je mezinárodní telefonní předvolba Jordánska

## Roky
- 962
- 962 př. n. l.